# Katalin Vidor
Katalin Vidor (* 22. September 1903 in Zalaegerszeg; † 7. Juni 1976 in West-Berlin) war eine ungarische Zeitzeugin und Überlebende des Holocaust. 

## Leben
Katalin (Katharina, Kathika, Kathleen) Sommer kam aus jüdischem Elternhaus. Nach dem Abitur ging sie zum Studium nach Wien, lebte anschließend wieder in Zalaegerszeg als Frau des Arztes Gábor Vidor (1895–1958, ursprünglicher Name: Weisz). Der gemeinsame Sohn Tibor wurde wohl 1928 geboren. Im April 1944 wurde die Familie von der mit dem Eichmann-Kommando kooperierenden ungarischen Gendarmerie festgenommen und mit den anderen Juden der Stadt Zalaegerszeg ghettoisiert. Im Juli wurden alle drei in Viehwaggons in das Konzentrationslager Auschwitz-Birkenau deportiert. Untergebracht war Vidor dort in den Lagern B III und B II. Mitte Oktober wurde sie in das Zwangsarbeitslager Sackisch, am 2. November in das Lager Merzdorf transportiert (beides Außenlager des KZ Groß-Rosen). Dort wurde sie im Mai 1945 durch Truppen der Roten Armee befreit.
Der Sohn Tibor wurde mutmaßlich schon direkt nach Ankunft in Auschwitz zur Ermordung selektiert. Der Ehemann überlebte die NS-Zeit als Zwangsarbeiter und Sanitäter in Italien. Nach 1945 arbeitete er als Zahnarzt in Feldafing. 
Katalin Vidor kehrte zunächst nach Ungarn zurück (Zalaegerszeg und Budapest). Ihren Bericht über die Zeit unter nazistischer Gewalt schrieb sie, nach wiederholten Versuchen, erst 1959. Sein Schwerpunkt sind  Resilienz und individuelle Ressourcen bei den gefangenen Frauen. („Vidor Gáborné“ ist eine traditionelle ungarische Version des Namens, unter der die Originalausgabe erschien.)
Später arbeitete sie als Übersetzerin für psychologische Themen, lebte in West-Berlin, wo sie auch starb.

## Werk
- Vidor Gáborné: Háborog a sír (Budapest 1960: Magvetö Könyvkiadó)
  - Katalin Vidor: Unterm Zeichen des Sterns (Berlin/DDR 1963; Übersetzer: Bruno Heilig) – Wiederveröffentlicht unter dem Titel: Alltag in der Hölle (Berlin 2014) pdf